# Общество святых Кирилла и Мефодия (Лужица)
Общество святых Кирилла и Мефодия (в.-луж. Towarstwo swj. Cyrila a Metoda) — верхнелужицкое общественно-культурная организация. Объединяет в своих рядах лужичан, принадлежащих Римско-Католической церкви. Целью общества является распространение христианства среди лужицкого народа, представление его интересов в Католической церкви и содействие развитию лужицкой культуры. Организация входит в состав общественно-культурной организации «Домовина» Организация названа в честь святых Кирилла и Мефодия.

## История
Общество было основано 13 декабря 1862 года лужицким писателем Михалом Горником и священником Якубом Германом в честь 1000-летия прибытия святых Кирилла и Мефодия в Великую Моравию. Первоначально называлось как «Ассоциация католических сербов». Основной целью Ассоциации католических сербов была публикация книг на лужицких языках. В январе 1863 года Ассоциация католических сербов стала издавать католическую газету «Katolski Posoł». В связи с тем, что Кирилло-Мефодиевским обществом руководили католические священники, служившие в соборе святого Петра в Баутцене, организация придерживалась консервативных политических взглядов, которые выступали против кайзеровской Германии. Вскоре после своего основания организация стала поддерживать отношения с лужицкой общественно-культурной организацией Матицей сербской.
Во время конфликта 1923—1929 годов между лужицкими католическими священниками епархии Мейсена и епископом Мейсена Христианом Шрайбером, который пытался ограничить употребление лужицких языков на территории епархии, Кирилло-Мефодиевское общество придерживалось нейтралитета и выступало посредником в их споре. Начиная с 1933 года Кирилло-Мефодиевское общество стало притесняться нацистскими властями. В 1937 году была конфискована типография общества и в 1939 году был запрещён выпуск газеты «Katolski Posoł».
После Второй мировой войны власти ГДР не разрешили возобновить деятельность общества. Газета «Katolski Posoł» стала выходить в 1950 году под патронажем организации «Домовина». В 1985 году, после отмены закона о частных организациях, Кирилло-Мефодиевское общество возобновило свою деятельность после разрешения епископа Дрездена-Мейсен. Общество действовало в рамках епархиального права и под эгидой Католической церкви. В 1995 году организация получила самостоятельность.
В январе 2000 года Кирилло-Мефодиевским обществом был создан спортивный клуб «Sportverein Crostwitz» (Sportowa Jednotka Chrósćicy) в городе Кроствиц, который имеет автономность в составе организации.
Общество установило памятник святым Кириллу и Мефодию около населённого пункта Смохчицы.
В настоящее время администрация Кирилло-Мефодиевского общества располагается в городе Будишин.

## Структура
Кирилло-Мефодиевское общество объёдиняет в своих рядах частных и корпоративных членов. В настоящее время в общество входят Сербское братство прихода Виттехенау, Церковный хор Кроствица, Хоровое общество «Лилия», Спортивный клуб «Sportowa Jednotka Chrósćicy» и Сербские скауты Кроствица.
В организации действуют музыкальный отдел и секция религиозной литературы. Последняя в настоящее время издаёт газету «Katolski Posoł». Международный отдел занимается связями с другими славянскими общественно-культурными организациями. Благотворительный отдел занимается помощью малоимущим.
В настоящее время председателем общества является католический священник Вито Счапан.

## Председатели
- Якуб Кучанк (1862—1898);
- Якуб Скаля (1898—1925);
- Миклауш Жур (1925—1931);
- Юрий Гейдушка (1931—1937);
- Вито Счапан (в настоящее время).

## Известные члены
- Дучман, Петр (1839—1907) — лужицкий общественный деятель, врач и фотограф. Основатель серболужицкого театра.